# Stávka studentů českých vysokých škol v roce 2022
Stávka studentů českých vysokých škol byla třídenní celorepublikovou okupační stávkou konanou ve dnech 14. až 17. listopadu 2022. Událost zaštiťovala organizace Univerzity za klima. Na vysokých školách probíhal alternativní program, workshopy, přednášky a promítání filmů. Na některých fakultách studenti i přespávali.

## Pozadí
Iniciativa Univerzity za klima vznikla na jaře 2019 v reakci na středoškolské hnutí Fridays for Future. Stávka je součástí celosvětového hnutí End Fossil: Occupy. Stávkou studenti reagují na nečinnost vlády v době souběhu několika krizí najednou. Požadují, aby vláda co nejdříve uskutečnila konkrétní kroky k dosažení bezemisní budoucnosti.
| „ | Našim vládám a ekonomickým elitám se nedaří na tyto krize nalézt adekvátní odpověď. Narůstá společenská frustrace, hrozí rozpad sociální soudržnosti a sílí hlasy krajní pravice. Potácíme se mezi neschopnými vládami a hrozbou fašizace naší společnosti. | “ |
| — Prohlášení studentstva a akademických pracovníků a pracovnic o okupační stávce českých univerzit 17. listopadu 2022, Univerzity za klima | |   |

## Průběh
Stávka byla oficiálně zahájena v pondělí 14. listopadu 2022 v 11:00 na náměstí Jana Palacha v Praze. Po přednesení projevů a podmínek se studenti uchýlili na své domovské fakulty, kde probíhal alternativní program. První den děkan FSS MUNI Stanislav Balík zakázal přespání studentům v budově fakulty s odůvodněním, že nevidí důvod něco takového umožňovat, a nechal zavřít prostor atria, největší místnosti na fakultě. V průběhu dne byla místnost opět otevřena. Odpoledne pak nechal v atriu odpojit elektřinu, topení a vypnout wi-fi. Studenti však budovu neopustili. Děkan podle stávkujících studentů nevyloučil ani zásah policie. V podvečerních hodinách navštívil studenty ještě jednou, ani poté nedošlo k dohodě. Děkan Balík tvrzení o zásahu policie popírá a tvrdí, že jde o manipulaci.
V úterý 15. listopadu přišla studenty na Filozofickou fakultu Univerzity Karlovy podpořit spolupředsedkyně Strany zelených Magdalena Davis.

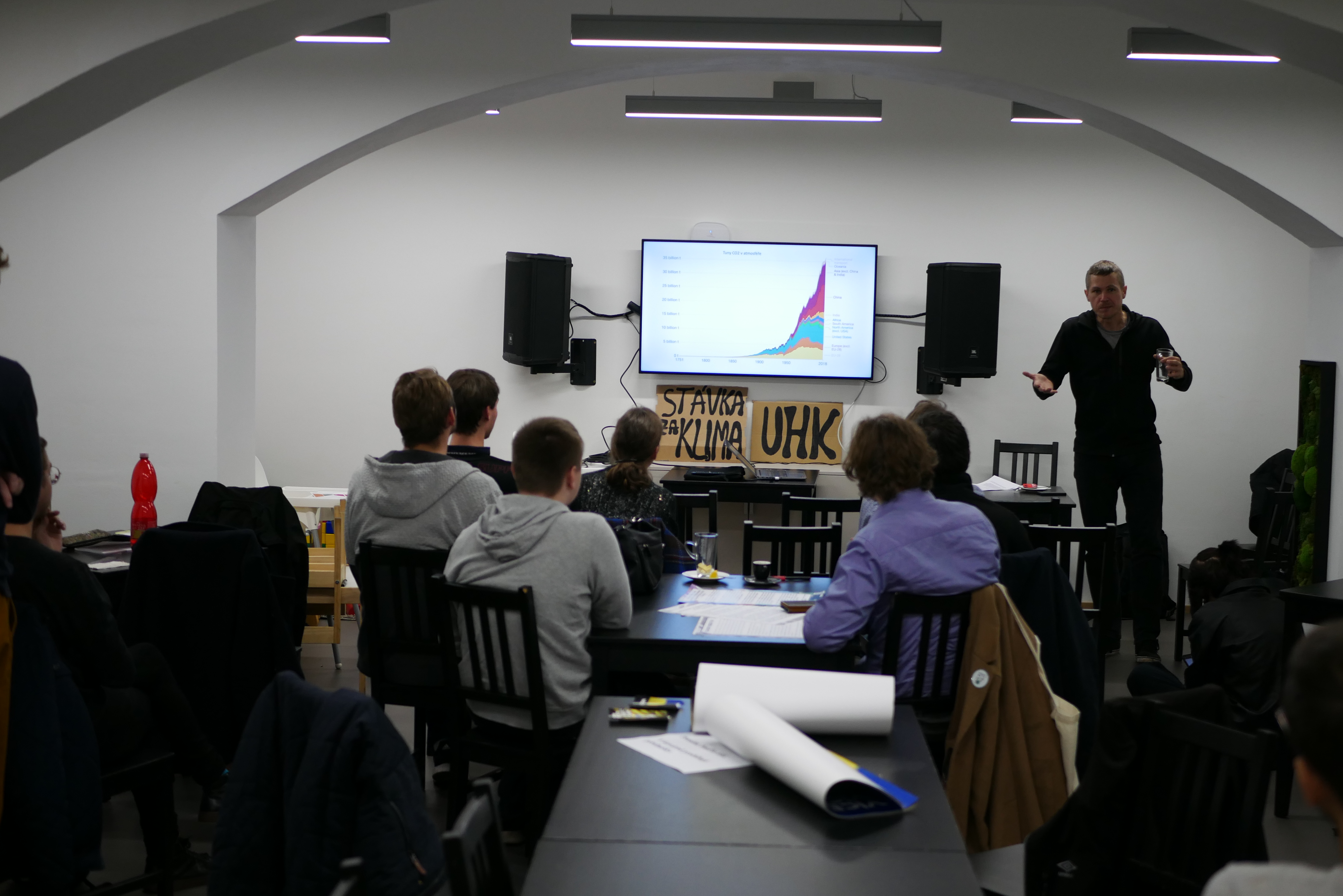
Okupační stávka na FF UHK, přednáší Stanislav Holubec

Ve středu 16. listopadu se do stávky připojila Filozofická fakulta Univerzity Hradec Králové, kde vystoupil v sérii přednášek hovořil např. Stanislav Holubec či Martin Hanousek a Univerzita Palackého v Olomouci, kde proběhlo čtení knihy Bruno Latoura Zpátky na zem i pásmo přednášek na téma klimatická krize, aktivismus a univerzity. Ve středu se také připojila Fakulta umění a designu UJEP. Na Filozofické fakultě UK vystoupil historik Timothy Garton Ash.
Stávka byla ukončena dne 17. listopadu 2022 protestním pochodem. Průvod se zastavil v Pařížské ulici před sídlem energetické firmy EPH Daniela Křetínského, kde demonstrující upozornili na údajné Křetínského vydělávání na klimatické krizi a neochotu se podílet na řešení jejích následků. Na Národní třídě se demonstrující setkali s premiérem Petrem Fialou (ODS), kterého konfrontovali se svými požadavky. Premiér jim přímo neodpověděl na požadavek zajistit do roku 2030 poloviční podíl obnovitelných zdrojů na výrobě elektřiny a ani na požadavek na odstoupení od energetické charty z roku 1994. Průvod skončil u Úřadu vlády, kde protestující předali své požadavky.
Protestující v Brně vyšli na protestní pochod Fakulty výtvarných umění VUT v Údolní ulici a skončili u Právnické fakulty Masarykovy univerzity, která by podle demonstrantů neměla přijímat peníze od Energetického a průmyslového holdingu Daniela Křetínského.

## Zapojené fakulty

### Praha
- Filozofická fakulta Univerzity Karlovy
- Fakulta sociálních věd Univerzity Karlovy
- Fakulta humanitních studií Univerzity Karlovy
- Matematicko-fyzikální fakulta Univerzity Karlovy[22]
- Právnická fakulta Univerzity Karlovy
- Přírodovědecká fakulta Univerzity Karlovy
- UMPRUM
- Filmová a televizní fakulta Akademie múzických umění v Praze
- Divadelní fakulta Akademie múzických umění v Praze

### Brno
- Fakulta sociálních studií Masarykovy univerzity
- Janáčkova Akademie múzických umění

- Fakulta výtvarných umění Vysokého učení technického v Brně

### Další města
- Olomouc: Filozofická fakulta Univerzity Palackého
- Hradec Králové: Filozofická fakulta Univerzity Hradec Králové
- Ústí nad Labem: Fakulta umění a designu Univerzity Jana Evangelisty Purkyně

Stávky se mimo studentů účastnily i některé firmy, připojily se i státní instituce a neziskové organizace. Zavřeno měly všechny pobočky kosmetického řetězce Lush.

## Reakce
Podporu studentům vyjádřilo vedení Filozofické fakulty Univerzity Karlovy. Stávku podpořil pražský radní pro bydlení a transparentnost Adam Zábranský (Piráti), novinář Radek Kubala, Jan Moláček nebo novinářka Apolena Rychlíková. Se studenty stávkoval také herec Břetislav Rychlík. Dále udělaly stávkám reklamu na sociálních sítích například herečky Eva Holubová, Berenika Kohoutová, Taťjana Medvecká, Iva Pazderková, Tereza Dočkalová, herci Petr Vacek a Milan Peroutka, novinář Josef Klíma či olympionik Vavřinec Hradilek.
Vedení Univerzity Karlovy vydalo vyjádření „Pojďme udržitelnost prosazovat spolu a bez stávek“, kde ocenilo klidný průběh akce, ale vymezilo se vůči pojmu stávka.
Z předsedů a předsedkyň vládních stran se ke stávce vyjádřil ministr vnitra Vít Rakušan (STAN), který na svém twitterovém účtu uvedl, že chápe obavy mladých lidí z důsledků klimatické krize. Předseda vládní KDU-ČSL a ministr práce a sociálních věcí Marián Jurečka se na svém twitterovém účtu vyjádřil, že se zástupci studentů vždy komunikoval a rád bude i v budoucnu, ale stávku nepovažuje v této situaci za nejlepší a nutný krok. Ministr školství Vladimír Balaš (STAN) na dotaz novinářů ke stávce uvedl, že je dobře, že studenti mají zodpovědnost za svoji budoucnost. S premiérem Petrem Fialou (ODS) se studenti sešli na Národní třídě, kde prohlásil: „Respektuji vaši nespokojenost, vnímám ji. Vláda v této věci není lhostejná, dělá kroky, postupujeme kupředu. Jsme přesvědčeni, že pro to děláme hodně a tak rychle, jak můžeme, abychom si s klimatickou změnou poradili.“
Europoslanec Mikuláš Peksa (Piráti) na svém twitterovém účtu uvedl, že s požadavky Univerzit za klima souhlasí s jedinou drobnou výhradou. Stávku podpořilo i vedení Strany zelených. Vládní zmocněnkyně pro lidská práva Klára Šimáčková Laurenčíková uvedla, že požadavky studentského hnutí Univerzity za klima jsou stěžejní k hledání řešení klimatických výzev a pozvala zástupce hnutí na jednání ve středu 23. listopadu.
Ve čtvrtek 15. prosince 2022 se sešli zástupci Univerzit za klima se zástupci ministerstev životního prostředí, průmyslu a obchodu, zemědělství a školství. Jednání zprostředkovala Klára Šimáčková Laurenčíková a zástupci studentského hnutí opětovně zopakovali své požadavky. Podle UZK by se další jednání se zástupci ministerstev mělo konat v lednu 2023.

## Následující události
Začátkem listopadu 2023 ohlásily Univerzity za Klima další celorepublikovou vysokoškolskou stávku naplánovanou na dny 15. až 17. listopadu 2023. Důvodem má být nesplnění požadavků minulé stávky a postupující klimatická krize. Zúčastnit se má pedagogická fakulta, Fakulta sociálních věd, Matematicko-fyzikální fakulta, Filozofická fakulta, Přírodovědecká fakulta, Právnická fakulta a Lékařské fakulty Univerzity Karlovy. Z pražských univerzit přislíbili účast i studenti na UMPRUM, FAMU, DAMU a ČVUT.
Z dalších měst se připojili studenti z Univerzity Pardubice, Filozofické fakulty UPOL, Filozofické fakulty UHK a Masarykovy univerzity.
Dne 26. října 2023 Akademický senát FF UHK vyjádřil pochopení protestujícím studentům. Vedení FF UK dne 14. listopadu 2023 vydala prohlášení, ve kterém i přes určité rozporuplné okolnosti povoluje přespání v budově fakulty.